# Para-Comedy
Para-Comedy ist eine Fernsehsendung mit versteckter Kamera. Körperbehinderte Comedians legen in verschiedenen Rollen und Verkleidungen Nichtbehinderte herein. Die Sendung umfasst aktuell 12 im Jahre 2007 produzierte Episoden.
So verlangt zum Beispiel ein Blinder von Passanten, seinem Blindenführhund den Weg zu erklären, ein Spastiker bewirft als Kellner die Gäste eines Restaurants mit Geschirr oder ein im Rollstuhl flüchtender Straftäter wird von einem Polizisten ebenfalls im Rollstuhl verfolgt. 
Aus den mit versteckter Kamera beobachteten Reaktionen der unfreiwilligen Nebendarsteller bezieht die Sendung ihr komisches Potenzial.